# PZL P.8
Il PZL P.8 era un caccia monomotore ad ala alta a gabbiano, sviluppato dall'azienda polacca Państwowe Zakłady Lotnicze nei primi anni trenta e rimasto allo stadio di prototipo.

## Tecnica
Il P.8 era un velivolo di impostazione moderna, per il periodo, che riproponeva l'aspetto caratterizzato dalla particolare configurazione alare a gabbiano e dalla costruzione interamente metallica già adottate dal progenitore P.1.
La fusoliera, una semi-monoscocca realizzata in alluminio anodizzato e dalla sezione trasversale ovale, presentava l'unico abitacolo aperto destinato al pilota, dotato di un piccolo parabrezza triangolare. Posteriormente terminava in un impennaggio classico monoderiva.
L'ala, montata alta, era caratterizzata da una forma a gabbiano, con le due semiali, dotate di un singolo alettone per lato, controventate da una coppia di montanti obliqui incernierati sulla parte inferiore della fusoliera.
Il carrello d'atterraggio era un triciclo posteriore, con le gambe principali fisse, dotate di ammortizzatori a struttura deformabile, dotate di ruote carenate, integrate posteriormente da un pattino d'appoggio, anch'esso ammortizzato, posizionato ventralmente nella parte finale della fusoliera.
La propulsione era affidata ad un motore 12 cilindri a V raffreddato a liquido, sul primo prototipo (P.8/I) un Hispano-Suiza 12Mc in grado di erogare una potenza pari a 640 hp (480 kW) sostituito sul secondo (P.8/II) dal più potente Lorraine 12Hfrs Pétrel Chasse da 760 hp (570 kW), posizionato all'apice anteriore della fusoliera in configurazione traente, racchiuso da una cofanatura metallica ed azionante un'elica bipala.
L'armamento si basava su due mitragliatrici calibro 7,7 mm montate in caccia.